# Reprezentacja Austrii na Mistrzostwach Świata w Wioślarstwie 2009
Reprezentacja Austrii na Mistrzostwach Świata w Wioślarstwie 2009 liczyła 10 sportowców. Najlepszym wynikiem było 6. miejsce w jedynce wagi lekkiej kobiet.

## Medale

### Złote medale
Brak

### Srebrne medale
Brak

### Brązowe medale
Brak

## Wyniki

### Konkurencje mężczyzn
- ósemka wagi lekkiej (LM8+): Michael Hager, Alexander Rath, Gregor Heizinger, Michael Stichauner, Alexander Chernikov, Dominik Sigl, Bernhard Sieber, Christian Rabel, Johannes Hofmayr – 8. miejsce

### Konkurencje kobiet
- jedynka wagi lekkiej (LW1x): Michaela Taupe-Traer – 6. miejsce